# Трентон (Тексас)
Трентон (енгл. Trenton) град је у америчкој савезној држави Тексас. По попису становништва из 2010. у њему је живело 635 становника.

## Демографија
Према попису становништва из 2010. у граду је живело 635 становника, што је 27 (4,1%) становника мање него 2000. године.
| Група             | 2000.       | 2010.       |
| Белци             | 530 (80,1%) | 483 (76,1%) |
| Афроамериканци    | 42 (6,3%)   | 24 (3,8%)   |
| Азијати           | 0 (0,0%)    | 0 (0,0%)    |
| Хиспаноамериканци | 75 (11,3%)  | 113 (17,8%) |
| Укупно            | 662         | 635         |